# Cedar Point
Cedar Point è un enorme e famoso parco divertimenti statunitense situato a Sandusky nella contea di Erie dell'Ohio, di proprietà della Cedar Fair Entertainment Company.
Di tipologia essenzialmente meccanica è famoso, insieme con il suo grande rivale Six Flags Magic Mountain, per essere uno dei due parchi divertimenti più adrenalinici al mondo, con il quale condivide il record di parco con la più alta concentrazione di montagne russe al mondo (19 in tutto). Detiene comunque il record di unico parco con 4 roller coaster di altezza superiore ai 200 piedi (61 metri) e fino al 2009, è stato il parco con la più alta concentrazione di attrazioni al mondo (75).
Occupa completamente una penisola del lago Erie (1,5 km²) sul quale si affaccia e si presenta praticamente privo di tematizzazioni.

## Storia
Come struttura concepita per lo svago sorge addirittura nel 1870 (un'area picnic) e pertanto è uno dei due parchi divertimento più antichi del Nord America. Tuttavia, sarà solamente negli anni sessanta che sorgeranno le prime montagne russe. Di fatto è una delle prime strutture che risponde in maniera significativa all'enorme successo ottenuto da Disneyland.
È un parco che si è distinto e continua a distinguersi per la continua ricerca della giostra e montagna russa più innovativa, nonché dei relativi record.
Le sue attrazioni sono state sempre adrenaliniche e provocatorie, come se fossero in cerca del limite accettabile in relazione al periodo storico in cui vengono presentate. Nel 1976 è il primo parco divertimenti al mondo a presentare una montagna russa con 2 avvitamenti consecutivi: Corkscrew (letteralmente "cavatappi") nome che, per estensione, è stato poi adottato dalle aziende costruttrici stesse per identificare in genere montagne russe con loop consecutivi e avvitamenti laterali. A volte ha installato dei modelli unici che potrebbero considerarsi prototipi.
Nel 2000, con Millennium Force, ha vantato il record di parco divertimenti con la montagna russa più alta del mondo (94 metri). Tale record è stato poi auto-superato nel 2003 costruendo un'altra montagna russa, Top Thrill Dragster, fino al 2005 la montagna russa più alta (128 metri) e veloce al mondo.
Per nove anni consecutivi è stato considerato da varie riviste del settore il miglior parco divertimenti del mondo.
Nell'anno 2007 il Cedar Point inaugurò la diciassettesima montagna russa, Maverick, caratterizzata essenzialmente da due acceleratori di velocità situati su due tratti in salita del percorso.
Nell'anno 2013 viene aperta una nuova montagna russa, dal nome di GateKeeper, un wing coaster della Bolliger & Mabillard caratterizzato da treni con sedili posti ai lati delle rotaie (simile, ma più intenso, a Raptor di Gardaland).
Nell'anno 2016 viene inaugurato Valravn: un Dive Coaster alto più di 60 metri, prodotto dall'azienda Bolliger & Mabillard. Simile a Oblivion di Gardaland ma di dimensioni molto maggiori e più veloce, è attualmente il secondo Dive Coaster più lungo, alto e veloce al mondo dopo Yukon Striker al parco Canada's Wonderland, sempre posseduto da Cedar Fair.
L'ultima montagna russa inaugurata del parco, nell'anno 2018, è stata Steel Vengeance, un ottovolante ibrido della ditta Rocky Mountain Construction.